# Szécsisziget
Szécsisziget ist eine ungarische Gemeinde im Kreis Lenti im Komitat Zala.

## Geografische Lage
Szécsisziget liegt ungefähr sieben Kilometer südöstlich der Stadt Lenti, an dem Fluss Kerka. Nachbargemeinden sind Kerkateskánd, Iklódbördőce, Tormafölde, Páka und Csömödér.

## Sehenswürdigkeiten
- Römisch-katholische Kirche Szent Kereszt, erbaut 1750–1760 (Barock)
  - Die Orgel der Kirche wurde 1763 von dem Grazer Orgelbaumeister Anton Römer gebaut und 1898 umgebaut.
- Römisch-katholische Kapelle Szent Márk, erbaut im 18. Jahrhundert, nordöstlich des Ortes in den Weinbergen gelegen
- Schloss Andrássy-Szapáry (Andrássy-Szapáry kastély)
- Wasserbüffelreservat (Bivalyrezervátum)
- Wassermühle (Vízimalom)

## Verkehr
Durch Szécsisziget verläuft die Landstraße Nr. 7539. Nördlich in Iklódbördőce befindet sich ein Bahnhof an der Kleinbahnstrecke Lenti-Csömödér-Kistolmács.

## Bilder

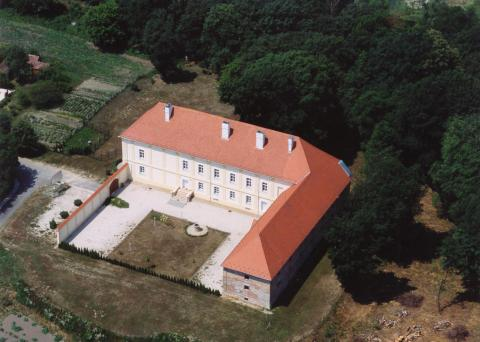
Schloss Andrássy-Szapáry
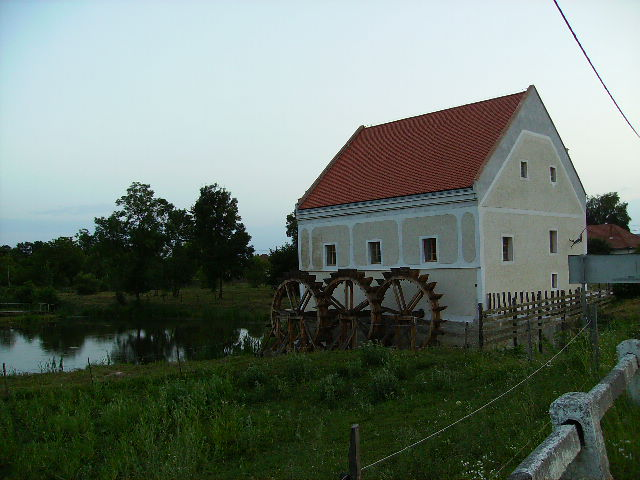
Wassermühle
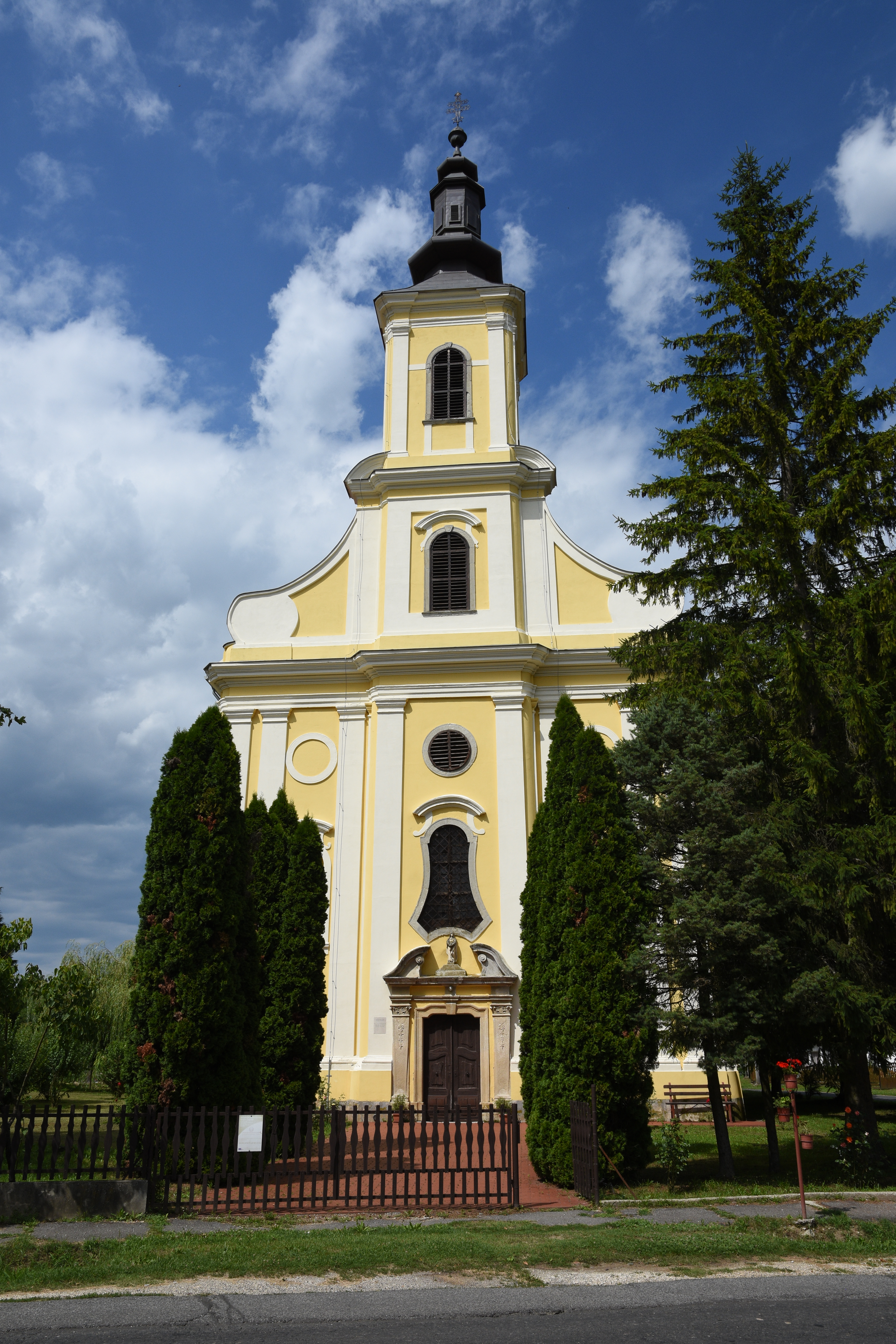
Röm.-kath. Kirche Szent Kereszt